# 重庆轨道交通12号线
重庆轨道交通12号线是重庆市一条规划中的轨道交通线路，自九龙坡区金凤镇到巴南区鹿角镇，设站14座。

## 概況
十二號線（金鳳~鹿角馮家灣）全長41.3km，其中高架線約3.2km，地下線約38.1km，設中梁山隧道一座，長江大橋一座；共設車站19座，均為地下站；最大站間距6550m，最小站間距1000m，平均站間距為2206m。設車輛段一座，位於內環高速路東側、鹿角鎮西北角，占地約39.8公頃，停車場一座，位於金鳳鎮北側，成渝城際鐵路南側，占地約18.9公頃；設變電所3座，分別位於白市驛北站和外河坪北站附近。沿線分別與十三號線、七號線、五號線、環線、二號線、三號線、八號線換乘。

## 沿线车站
1. 金凤南
2. 白市驿
3. 重庆西站
4. 华岩
5. 巴国城
6. 双山公园
7. 平安站
8. 重钢
9. 花溪工业园站
10. 外河坪北
11. 李家沱
12. 未定名
13. 九公里站
14. 鹿角南